# Natuurpark Alto Tajo

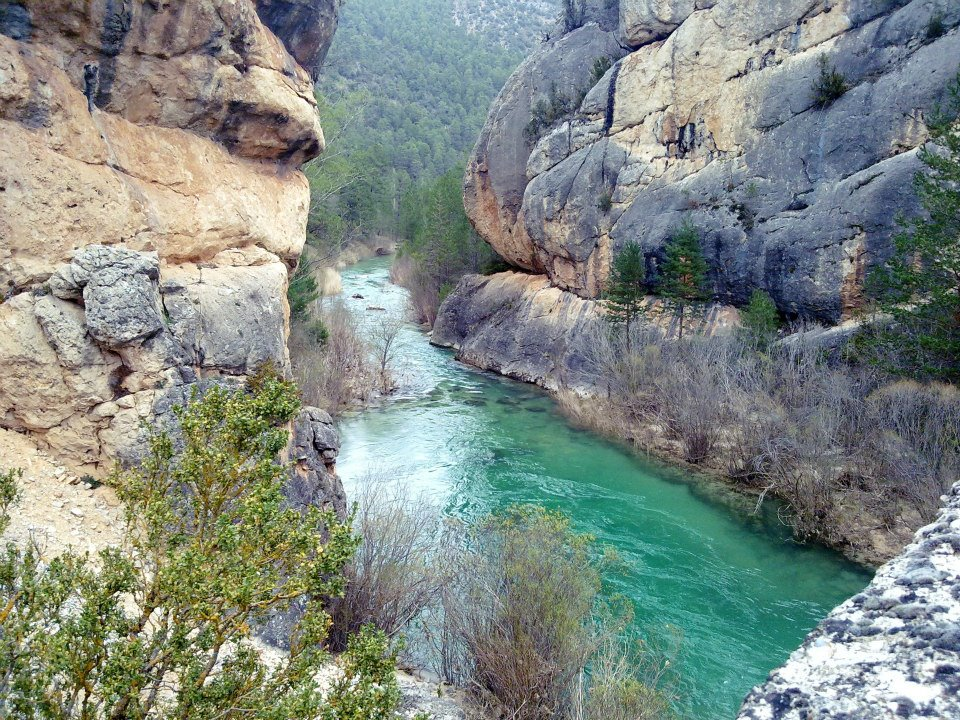

Het Natuurpark Alto Tajo (Spaans: Parque natural del Alto Tajo) is een natuurpark in Castilië-La Mancha in Spanje. Het natuurpark werd opgericht in 2000 en is 174545 hectare groot. Het natuurpark omvat het kloofdal van de Boven-Taag. In het park komt vale gier voor. In het gebied is Rewilding Europe actief 